# Тиран-малюк чокоанський
Тиран-малюк чокоанський (Zimmerius albigularis) — вид горобцеподібних птахів родини тиранових (Tyrannidae). Мешкає в Колумбії і Еквадорі. Раніше вважався конспецифічним з жовтощоким тираном-малюком, однак за результатами молекулярно-генетичного дослідження був визнаний окремим видом.

## Поширення і екологія
Чокоанські тирани-малюки поширені на південному заході Колумбії та на заході Еквадору. Вони живуть у вологих гірських і рівнинних тропічних лісах, в садах і на плантаціях. Зустрічаються на висоті від 500 до 2700 м над рівнем моря.